# Bugnara
Bugnara est une commune de la province de L'Aquila dans les Abruzzes en Italie.

## Administration
| Période                                  | Période  | Identité          | Étiquette | Qualité |
| ---------------------------------------- | -------- | ----------------- | --------- | ------- |
| 14 juin 2004                             | En cours | Domenico Taglieri |           |         |
| Les données manquantes sont à compléter. |          |                   |           |         |

### Hameaux
Torre dei Nolfi, Faiella, Paccucci, Stazione Anversa - Villalago Scanno

### Communes limitrophes
Anversa degli Abruzzi, Cocullo, Introdacqua, Prezza, Scanno, Sulmona